# 천재! 시무라 동물원
천재! 시무라 동물원(일본어: 天才!志村どうぶつ園)은 일본 NTV 계열 방송국에서 2004년 4월 15일부터 2020년 9월 26일까지 편성된 동물 전문 예능 프로그램으로 매주 토요일 19:00부터 19:56까지 편성됐다. 진행자는 시무라 켄이며, 시무라 켄의 간무리반구미로 잘 알려져 왔다. 대한민국에서는 채널J에서 매주 월요일 오전 10시 50분에 편성되고 있으며, 2020년 가을 개편으로 인해 해당 프로그램은 2020년 9월 26일을 끝으로 종영했다. 후속 프로그램으로는 2020년 10월 3일부터 정식으로 편성에 들어가고 있는 《I LOVE 모두의 동물원》이다.

## 편성 시간
- 2004년 4월 15일부터 2007년 3월 29일 이전까지 : 매주 목요일 19:00 ~ 19:58, 58분
- 2007년 4월 14일부터 2020년 9월 26일 : 매주 토요일 19:00 ~ 19:56[B], 56분

## 출연자
- 사육계 : 아이바 마사키
- 비서 : 야마세 마미

### 시무라 동물원 가족
- 다카 앤드 도시(일본어판) (다카, 도시)
- 다이고 (BREAKERZ)
- 하리셈본(일본어판)
- 다키자와 카렌(일본어판)

VTR 출연 (부정기)
- 선샤인 이케자키(일본어판)

## 과거 출연자

### 종합 사회
- 원장 : 시무라 켄 (자 도리후타즈, 프로그램 개시 당초부터 2020년 3월 21일까지)[C]

### 정규 MC
- 몽키키(일본어판)
- 사카시타 지리코(일본어판)
- MEGUMI(일본어판)
- 드렁크 드래곤(일본어판) (스즈키 다쿠(일본어판), 쓰카지 무가(일본어판), 2005년 10월 ~ 2007년 9월)
- 아오키 사야카 (2005년 10월 ~ 2012년 3월)
- 야마구치 도모미쓰(일본어판) (DonDokoDon(일본어판), 2005년 10월 ~ 2009년 9월)
- 아야카 윌슨(일본어판, 베트남어판)
- 이시즈카 히데히코(일본어판) (혼자마카(일본어판))
- 미우라 아사미(일본어판) (NTV 아나운서)
- 다카미사카리 세이켄(일본어판)
- 벡키[D]
- 이노오 케이 (Hey! Say! JUMP, 부정기 출연)
- 사카가미 시노부(일본어판)
- 캬리 파뮤파뮤
- 아만다(일본어판)
- 모리 이즈미(일본어판)

## 네트워크 방송국별 편성 시간
※ 47개의 도도부현별 TV 방송 프로그램 대부분은 거의 닛폰 TV 네트워크 협의회(이하 NTV)에 편성된다. 다만 다른 키국, 중복된 방송국에서는 다른 시간대에 편성되는 경우가 있다.
- 닛폰 TV 네트워크 협의회 소속 방송사가 있는 지역 : 사가현, 미야자키현, 오키나와현 제외 44개의 도도부현 지역 공통으로 매주 토요일 19:00 ~ 19:56에 편성됨.[E]
- NTV 계열이 아닌 지역 : 다음과 같음.
  - 미야자키현 : TV 미야자키에서 매주 일요일 12:00 ~ 13:00 편성
  - 오키나와현 : TBS 계열 방송사인 류큐 방송에서 매주 토요일 09:30 ~ 10:25 편성

## 같이 보기
- I LOVE 모두의 동물원(일본어판)
- 아소커들리 도미니언(일본어판, 중국어판)
- 우쓰노미야 동물원(일본어판) - 시무라 켄이 2004년 방송을 시작할 때 해당 프로그램의 촬영을 목적으로 첫 방문지
- TV 동물농장
- 세상에 나쁜 개는 없다
- 고양이를 부탁해
- 펫하트
- 하하랜드
- 개는 훌륭하다
- 똥강아지들
- 여자친구! 강아지를 부탁해
- 지옥에서 온 고양이
- 도그 위스퍼러
- 야옹멍멍 귀여워
- 개과천선 아메리카(영어판)